# Lípa republiky (Holešovice)
Lípa republiky v Holešovicích je významný strom, který roste na Strossmayerově náměstí v parku za kostelem svatého Antonína Paduánského.

## Popis
Strom roste na zatravněné ploše v malém oploceném parku za kostelem. Obvod kmene má 165 cm, výška není uvedena (r. 2016). V databázi významných stromů Prahy je zapsán od roku 2015.

## Historie
Lípa svobody byla vysazena 28. října 1968 na připomínku 50. výročí vzniku Československé republiky z iniciativy Klubu pionýrských vedoucích Prahy 7 a Obvodního domu pionýrů a mládeže Prahy 7. Tyto organizace se připojily k výzvě vysadit k 50. výročí vyhlášení ČSR Lípu republiky, vyhlášené jako reakce na události z 21. srpna.